# Розанов Олександр Борисович
Розанов Олександр Борисович (справжнє ім'я Розенбардт Абрам Борисович, 1896–1937) — начальник Управління НКВД по Київській області, старший майор державної безпеки (1935).

## Ранні роки
Народився в єврейській сім'ї службовця нафтового складу. Член партії з 1916. З жовтня 1917 член штабу Червоної гвардії в Єкатеринославі. З березня 1918 працював у ВСНХ в Москві. У органах ВЧК з червня 1918, працював в прикордонних ЧК на станції Беленихино Курської губернії і в 3-му окрузі прикордонної охорони в Орлі (на межі РРФСР і України).

## В Україні
Далі увесь час працював в Україні з невеликою перервою в 1919—1920 (заступник завідувача секретною частиною Казанської губернської ЧК) :
- в Харкові (секретар ВУЧК, січень-квітень 1919),
- Києві (інспектор ВУЧК, квітень-серпень 1919, член колегії губЧК, 1920—1921),
- Полтаві (заступник голови губЧК, 1921—1922),
- Чернігові (заступник начальника і начальник губвідділу ГПУ, 1922–1923),
- Єкатеринославі (начальник Дорожньо-транспортного відділу ОГПУ Єкатеринославської залізниці, 1924),
- Сталіно (помічник начальника Донецького губвідділу і начальник Сталінського окрвідділку ГПУ, 1924—1928),
- Миколаєві (начальник окрвідділу ГПУ і Особливого відділу 15-ї стрілецької дивізії, 1928—1930),
- знову в Полтаві (начальник оперсектора ГПУ, 1930—1931)
- і Києві (начальник оперсектора ГПУ з 1931, з 1932 начальник облвідділу ГПУ, з 1934 — УНКВД Київської області),
- Одесі (начальник УНКВД Одеської області, 1935–1937).

У червні 1937 був переведений у Воронеж начальником УНКВД області, але не прибув туди і був заарештований в Одесі 11 липня 1937. Засуджений до розстрілу 7 вересня і розстріляний наступного дня в особливому порядку в Києві.